# Tam Thanh Sơn
Tam Thanh Sơn (tiếng Trung: 三清山; bính âm: Sānqīng Shān) là một ngọn núi Đạo giáo linh thiêng với cảnh quan nổi bật nằm về phía Bắc huyện Ngọc Sơn, Thượng Nhiêu khoảng 40 kilômét (25 mi), thuộc tỉnh Giang Tây, Trung Quốc. Cái tên Tam Thanh được bắt nguồn từ Tam Thanh của Đạo giáo là Ngọc Thanh Nguyên Thủy Thiên Tôn, Thái Thanh Thái Thượng Lão quân và Thượng Thanh Linh Bảo Đại pháp sư.
Ngọn núi là nơi ở của 2.300 loài thực vật, 400 loài động vật không xương sống
Tam Thanh Sơn là một danh thắng quốc gia tại Trung Quốc, một công viên địa chất quốc gia từ năm 2005 và Di sản thế giới được UNESCO công nhận từ năm 2008. Tuy tên của nó trong danh sách Di sản thế giới là Vườn quốc gia Tam Thanh Sơn nhưng thực tế nó không phải là một vườn quốc gia.